# 亞歷山大·菲利波維奇·韋傑爾尼科夫
亞歷山大·菲利波維奇·韋傑爾尼科夫（俄语：Алекса́ндр Фили́ппович Веде́рников，1927年12月23日—2018年1月9日），蘇聯及俄羅斯的歌劇和室內樂歌唱家（男低音）及教師。他在1958年至1990年的蘇聯時期是莫斯科大劇院的獨唱家。
他的兒子是俄羅斯指揮家亞歷山大·亞歷山德羅維奇·韋傑爾尼科夫。

## 獎項
- 世界青年與學生聯歡節演奏家競賽得獎者（第二名，1953年）
- 羅伯特·舒曼國際鋼琴家和歌手比賽得獎者（1956年）
- All-Union competition for the execution of works by Soviet composers得獎者（第一名，1956年）
- 蘇俄功勳藝術家（1961年）
- 蘇俄人民藝術家（1967年）
- 蘇聯國家獎（1969年）
- 蘇聯人民藝術家（1976年）

## 外部連結
- 俄羅斯歌劇院網站上的傳記（俄文）
- 歌劇唱片目錄